# 電鰻號潛艇 (1888年)
電鰻號潛艇（Gymnote，Q1）是世界上最早的全電動式潛艇之一，也是第一艘配備魚雷的功能性潛艇。
該潛艇於1888年9月24日下水，在法國開發，繼承自亨利·杜皮·德洛姆（Henri Dupuy de Lôme）的早期實驗，在他去世後，由古斯塔夫·澤德和亞瑟·克雷伯斯完成該專案。亞瑟·克雷伯斯開發了電鰻號潛艇的電動馬達、第一台海軍潛望鏡和第一台海軍電動式陀螺羅盤。「Gymnote」这个名字指的是Gymnotids ，即「電鰻」。
該潛艇採用鋼製單殼船體，其鉛製龍骨可拆卸，潛艇每側有三個水平舵。使用204個單電池組成的電池組進行了2000多次下潛，配備了兩枚355 mm（14英寸）魚雷。
電鰻號潛艇某種程度上是受到早期開發的潛水者號潛艇的啟發，潛水者號是世界上第一艘機械動力潛艇。

## 建造
電鰻號潛艇屬於實驗性設計而持續受到修改。最初的設計由特奧菲爾·奧比上將委托，由亨利·杜皮·德洛姆在他過世前著手設計，然後由古斯塔夫·澤德完成。建造工作随後落到了加斯頓·拉馬佐第（Gaston Romazotti）身上。1887年4月20日在土倫的勒穆里隆兵工廠（Mourillon Arsenal）安放龍骨，該兵工廠由鍛造和造船公司（La Société des Forges et chantiers）經營，澤德是該公司的董事。電鰻號潛艇於1888年11月17日開始接受測試。
電鰻號潛艇被設計成在水下工作時具有輕微的正浮力，因此如果沒有動力和方向舵將其往下驅動會傾向於浮到水面上。該潛艇共有三個壓載艙，中間有一個，兩端各有一個，水可用壓縮空氣或電動泵排出，下潛期間需要持續調整。最初只配備了一個尾舵，導致控制效果不佳。速度超過6節（11每小時；6.9英里每小時）時會變得不穩定。在這個速度下，潛艇的角度會向下傾斜3-5°，用於維持下潛深度，這樣船頭會比船尾低1.5公尺。1893年在潛艇中央增加更多的方向舵，提高了穩定性，使得在下潛時保持得更平穩。

### 馬達
最早的十六極電動馬達是由克雷伯斯艦長設計，可在200V和200A時產生55匹馬力（41千瓦特）。古斯塔夫·澤德要求克雷伯斯將馬達直接連接到轉速為 200 rpm 的螺旋槳。這就是為什麼轉子直徑為1公尺，重達2噸的原因。這個馬達是由在利哈佛的鍛造和造船公司建造和測試的，配備了兩組電刷，一組用於正轉，一組用於反轉。安裝後發現，後軸承無法接觸且無法在已安裝馬達的情況下維修。檢查馬達的電樞或修復絕緣損壞都很困難。馬達未設計成在切斷電源時立即停止，而是會空轉，相對緩慢地停止，在停止轉動之前無法提供反向動力，因此無法在緊急情況下立即倒轉螺旋槳。這個馬達問題頻繁，因此被較小但更高效的薩特-哈雷（Sauter-Harlé）馬達所取代。

### 電池
潛艇上最初安裝了564個 Commelin-Bailhache-Desmazures 鹼性電池，這些電池是根據費利克斯·拉朗德與喬治·查佩隆（Lalande-Chaperon）的專利設計的，使用鋅和氧化銅的電極以及氫氧化鉀電解液。這些電池分佈在各處，排列成六組，每組由45個並聯成對的電池串聯連接。為了改變速度，電池組可以不同的組合方式相連：
- 6組串聯，電壓為150伏，航速為8節
- 以3組串聯為單位，2個單位再並聯，電壓為114伏，航速為7節
- 以2組串聯為單位，3個單位再並聯，電壓為84伏，航速為5.5節
- 6組並聯，電壓為45伏，航速為6節。

一組的最大輸出功率為 166 安培。整個電池組重達11噸。1891年，又安裝了一個新的電池，採用Laurent-Cely的硫酸設計，每個電池有205個30公斤重的獨立元件，每個元件有5塊極板。這些電池再次被排列成六個電池組，每個電池組由17對串聯電池並聯而成。當速度為8節時，航程為51公里；速度為4節時，航程為160公里。1897年又安裝了一個電池。

### 船殼
船殼中間由6毫米鋼製成，到兩端逐漸變細至4毫米，並呈圓形橫截面。船體內部塗有煤焦油，以防止電池酸液溢出。船殼由31個圓形框架支撐，並有額外的縱向支撐。

### 導航設備
該潛艇配備了幾種類型的潛望鏡，但事實證明其不符合要求。由於潛望鏡需要修理或收起而耽擱了下潛，而且水封被證明是不可靠的，造成了幾次淹水危機。1898年增加了一座小型指揮塔。潛艇上有羅盤和陀螺儀，不過後者並不完全可靠，但仍讓電鰻號得以在1890年以武力進行海軍封鎖，另配備了兩具14英寸魚雷發射管。

## 歷史
電鰻號潛艇於1907年3月5日擱淺時受損。潛艇停泊在乾船塢，但艙口在船塢注滿水時是開著的，導致其在1907年6月19日因進水而沉沒。由於維修費用過高，因此於 1911年報廢出售。